# Dimorphanthera papillata
Dimorphanthera papillata là một loài thực vật có hoa trong họ Thạch nam. Loài này được Stevens ex P.Royen mô tả khoa học đầu tiên năm 1982.